# لمعلم (ترانه)
لمعلم (به فارسی: معلم) آهنگی از خواننده مراکشی سعد لمجرد و متن جلال الحمداوی است که در ۲ مه ۲۰۱۵ منتشر شد. این آهنگ پس از یک ماه از انتشار در یوتیوب ۴۵ میلیون بازدیدکننده داشت. این آهنگ به محض انتشار در یوتیوب، ۲۲ میلیون بازدید داشت. یک سال پس از انتشار این آهنگ در یوتیوب، بازدیدها به عدد ۳۰۰ میلیون رسید و پربیننده‌ترین آهنگ عربی در یوتیوب شد و از آهنگ بشره خیر از حسین الجسمی از لحاظ بازدید در یوتیوب پیشی گرفت. این آهنگ از لحاظ بازدید زیاد در گینس جای باز کرد.
این آهنگ سعی در پوشش فرهنگ مراکش دارد و بازیگران با لباس‌های محلی مراکش ایفای نقش می‌کنند.